# Антинакипін
Антинакипі́н — речовина, яку додають до води, щоб запобігти утворенню накипу на стінках котлів, радіаторів тощо.
Утворення накипу знижує ефективність використання палива та скорочує строк придатності котла.
Антинакипін являє собою хімічний реагент, що переводить накипоутворюючі речовини в шлам, який видаляється з котла продуванням. Як антинакипін використовують луги, органічні колоїдні речовини, лужні витяжки з бурого вугілля і торфу, що містять гумінові кислоти і утворюють на поверхні металів плівки, які перешкоджають зростанню зародків кристалів у великі кристали та осіданню їх на стінки.
У промислових котлах низького тиску широко застосовують лужні антинакипіни; в залізничному і водному транспорті — антинакипні суміші розчину каустичної соди (20—40 г/т), тринатрійфосфату (10—20 г/т) і органічних колоїдів (5 г/т) або інші розчини. В морському судновому обладнанні як антинакипін іноді застосовують реагенти, виготовлені на основі рідкого скла.